# Scrotoplastie
La scrotoplastie, aussi connue comme oschéoplastie, est la chirurgie plastique ou de réparation du scrotum.
Dans le cadre des options chirurgicales pour les hommes trans, la scrotoplastie est l'une des opérations effectuées pour transformer/reformer les organes génitaux externes d'un pénis et d'un scrotum.
Dans cette procédure, les grandes lèvres sont disséquées pour former des cavités creuses , et réunies approximativement en un scrotum. Le chirurgien peut ou non réaliser une sorte d'expansion des tissus, avant l'opération, en cas de tissus de la peau insuffisante. Ensuite, le silicone des prothèses testiculaires peut être inséré pour remplir le nouveau scrotum afin d'améliorer l'apparence et la sensation.